# Samšín
Samšín är en ort i Tjeckien.   Den ligger i regionen Vysočina, i den centrala delen av landet, 80 km sydost om huvudstaden Prag. Samšín ligger 516 meter över havet och antalet invånare är 166.
Terrängen runt Samšín är huvudsakligen platt, men åt nordväst är den kuperad.Runt Samšín är det ganska tätbefolkat, med 90 invånare per kvadratkilometer. Närmaste större samhälle är Pelhřimov, 13,1 km sydost om Samšín. Trakten runt Samšín består till största delen av jordbruksmark.